# Амбат
Амбат (бисл. Ambat) — в мифологии острова Малекула в архипелаге Новые Гебриды (Вануату) культурный герой (иногда под этим названием подразумевалась самостоятельная раса). Согласно мифологическим представлениям местных жителей, имел отличительную белую кожу (поэтому первые европейцы, высадившиеся на острове, были приняты за представителей расы Амбата) и был наделён сверхъестественной силой. С именем Амбата также связана в прошлом распространённая в южной части Малекулы традиция удлинения формы черепа человека. Согласно мифам, у героя была удлинённая голова и длинный нос, поэтому житель острова с такой же формой черепа считался более умным, а значит, и занимал более высокий статус в обществе, и был более близок миру духов. На соседнем острове Томман обвязывание головы младенца начиналось как только ему исполнялся месяц. Ежедневно голова ребёнка смазывалась мазью из листьев свечного дерева, которая смягчала кожу и препятствовала образованию кожной сыпи. После этого голова обматывалась повязкой из луба бананового дерева, поверх которой накладывалась специальная корзинка из пандануса. Всё это затем обматывалось верёвкой из особого волокна, а сам процесс повторялся ежедневно в течение примерно шести месяцев, чтобы достичь нужной формы.
Родиной же героя считается местечко Иуморан на острове Томман, однако впоследствии он и его братья переселились в другое место. Согласно одному из мифов, Амбат ежедневно на восходе и заходе взбирался на холм и смотрел в сторону океана. Однажды ночью он увидел вдалеке огромного моллюска, который светился словно огонь. Амбат послал своих братьев посмотреть, что это за существо, однако те сильно испугались и вернулись обратно. В результате Амбат сам отправился к неизвестному существу, прихватив с собой трость, которую впоследствии воткнул в пасть моллюску. После того, как он убил это существо, на его месте появился остров, правда покрытый не плодородной почвой, а камнями. Впоследствии Амбат попросил женщину с чёрной кожей и длинными ушами по имени Невинбимбаау покрыть остров почвой, что та и сделала. После этого Амбат переселился на этот остров, получивший название Томман, высадив на нём хлебное дерево, кокосовые пальмы и другие плодоносящие деревья.
Согласно мифу, записанному А. Б. Дикону, Невинбимбаау была великаншей-людоедкой, женой Темеса Малау, которая попыталась схватить братьев Амбата. Она выкопала у своего дома большую яму, и любого, кто попадал в неё, людоедка съедала. Однажды мимо её дома проходил Авирара, брат Амбата, который шёл ловить рыбу. Невинбимбаау  пригласила его к себе домой, где ударила Авирара камнем по голове и бросила в яму. То же самое произошло и с тремя остальными братьями. Поняв, что с братьями случилось что-то ужасное, Амбат отправился к людоедке и также попал в ту яму, где сидели его братья. Там герой увидел корни баньяна, который произрастал у их дома на острове Томман. Амбат взял нож и начал им копать землю. Постепенно земля расступилась и герои оказались у своего дома.
Амбат также упоминается в другой местной легенде, в которой рассказывается о том, как он женился на девушке по имени Линданда. Однажды герой отправился к местному пруду, где обнаружил рыбу. Вернувшись к нему на следующий день, он увидел не рыбу, а белокожую девушку, которую сразу же обвинил в краже. Долгое время она отрицала этот факт, однако впоследствии призналась, что она и есть та самая рыба. После этого Амбат забрал девушку к себе домой, чтобы та стала его женой. Однажды брат Авирара решил забрать жену Амбата к себе. Он предложил своим братьям план: отправиться на главный остров, собрать листья дерева нимоо, а после отправиться к месту, где жил огромный моллюск, нырнуть на глубину и выплыть, жуя листья. Когда же Амбат поинтересуется, что они делают, сказать ему, что едят внутренности моллюска. Наверняка их брат решил бы тоже нырнуть на глубину, где гигантский моллюск схватил и убил бы его. Однажды братья предложили Амбату пойти с ними, и он согласился. Но до этого он предупредил свою жену, что, если та увидит летящего со стороны океана голубя, то она должна взять верёвку и повеситься. Братья действительно обманули Амбата, и, когда он нырнул к моллюску, тот убил его. После этого события душа Амбата превратилась в голубя, и тот полетел к его жене. Когда она завидела голубя, то сразу же повесилась. Авирара уже считал её своей женой, но, когда вернулся домой, увидел её, висящей на дереве.